# Opsaridium boweni
Opsaridium boweni és una espècie de peix cipriniforme de la família dels ciprínids.

## Morfologia
Els mascles poden assolir els 12,1 cm de longitud total.

## Distribució geogràfica
Es troba a la República Democràtica del Congo.